# Sikka
Sikka ist ein Regierungsbezirk (Kabupaten) in der indonesischen Provinz Ost-Nusa Tenggara indonesisch Nusa Tenggara Timur und ein ehemaliges Reich auf der Insel Flores.

## Geographie
Der Regierungsbezirk erstreckt sich zwischen 8°22′ und 8°50′ s. Br. sowie zwischen 121°55′40″ und 122°41′30″ ö. L. Im Norden liegt die Floressee, südlich die Sawusee. Im Osten grenzt Sikka an Ostflores mit seiner Hauptstadt Larantuka und im Westen an den Regierungsbezirk Ende mit dessen gleichnamigen Hauptort Ende. Zum Bezirk Sikka gehören 18 Inseln in der Floressee, von denen neun bewohnt sind: Besar, Babi, Pangabatang, Dambilah, Perumaan, Kojadoi, Pemana Besar, Sukun und Palue – letztere bildet einen eigenen Distrikt. Die Inseln wurden 1992 schwer von einem Erdbeben und einem folgenden Tsunami getroffen.

## Verwaltungsgliederung
Der Regierungsbezirk bestand anfangs aus 12 Distrikten (Kecamatan), im Lauf der Zeit kamen folgende Distrikte hinzu:
- 9. Oktober 2000: Mego (aus Paga ausgegliedert)
- 9. Oktober 2000: Waigete (aus Talibura)
- 5. September 2005: Magepanda (aus Nita)
- 2007: Eaiblama (aus Talibura)
- 2007: Alok Barat und Alok Timur (aus Alok)
- 2007: Koting (aus Maumere)
- 2007: Tanawawo (aus Paga)
- 2007: Hewokloang und Kangae (aus Kewapante)
- 2007: Doreng und Mapitara (aus Bola ausgegliedert)

| Code 1   | Kecamatan Distrikt | Ibu Kota Verwaltungssitz | Fläche (km²) | Einwohner Census 2010 2 | Volkszählung 2020 | Volkszählung 2020 | Volkszählung 2020 | Anzahl der Dörfer | Anzahl der Dörfer |
| Code 1   | Kecamatan Distrikt | Ibu Kota Verwaltungssitz | Fläche (km²) | Einwohner Census 2010 2 | Einwohner 3       | 0Dichte 40        | Sex Ratio 5       | Desa 6            | Kel. 7            |
| -------- | ------------------ | ------------------------ | ------------ | ----------------------- | ----------------- | ----------------- | ----------------- | ----------------- | ----------------- |
| 53.07.01 | Paga               | Paga                     | 82,85        | 15.598                  | 16.399            | 197,9             | 92,7              | 8                 | –                 |
| 53.07.02 | Mego               | Lekebai                  | 111,26       | 11.873                  | 12.939            | 116,3             | 94,6              | 10                | –                 |
| 53.07.03 | Lela               | Lela                     | 31,33        | 11.645                  | 11.596            | 370,1             | 90,7              | 9                 | –                 |
| 53.07.04 | Nita               | Nita                     | 141,07       | 21.223                  | 22.748            | 161,3             | 100,1             | 12                |                   |
| 53.07.05 | Alok               | Kota Uneng               | 14,64        | 33.064                  | 32.629            | 2228,8            | 97,3              | 3                 | 4                 |
| 53.07.06 | Palue              | Uwa                      | 41,00        | 9.553                   | 9.497             | 231,6             | 85,3              | 8                 | –                 |
| 53.07.07 | Nelle              | Nelle Urung              | 14,65        | 5.792                   | 6.147             | 419,6             | 89,4              | 5                 | –                 |
| 53.07.08 | Talibura           | Talibura                 | 260,11       | 20.454                  | 22.424            | 86,2              | 93,7              | 12                | –                 |
| 53.07.09 | Waigete            | Waigete                  | 217,65       | 22.181                  | 24.931            | 114,6             | 94,5              | 9                 | –                 |
| 53.07.10 | Kewapante          | Kewapante                | 24,14        | 13.453                  | 14.775            | 612,1             | 87,9              | 8                 | –                 |
| 53.07.11 | Bola               | Bola                     | 56,83        | 10.785                  | 10.797            | 190,0             | 86,2              | 6                 | –                 |
| 53.07.12 | Magepanda          | Magepanda                | 166,15       | 11.508                  | 12.727            | 76,6              | 94,1              | 5                 | –                 |
| 53.07.13 | Waiblama           | Tanarawa                 | 144,36       | 7.042                   | 8.074             | 55,9              | 98,9              | 6                 | –                 |
| 53.07.14 | Alok Barat         | Wailiti                  | 62,75        | 16.808                  | 22.294            | 355,3             | 98,4              | –                 | 4                 |
| 53.07.15 | Alok Timur         | Waioti                   | 92,34        | 32.167                  | 32.797            | 355,2             | 94,8              | 5                 | 5                 |
| 53.07.16 | Koting             | Koting D                 | 23,56        | 6.360                   | 6.526             | 277,0             | 93,4              | 6                 | –                 |
| 53.07.17 | Tana Wawo          | Wolofeo                  | 79,78        | 8.695                   | 8.926             | 111,9             | 98,4              | 8                 | –                 |
| 53.07.18 | Hewokloang         | Baowunut                 | 17,58        | 8.243                   | 8.998             | 511,8             | 90,8              | 7                 | –                 |
| 53.07.19 | Kangae             | Waippare                 | 38,43        | 16.389                  | 18.055            | 469,8             | 89,0              | 9                 | –                 |
| 53.07.20 | Doreng             | Waihawa                  | 30,41        | 11.191                  | 12.002            | 394,7             | 93,5              | 7                 | –                 |
| 53.07.21 | Mapitara           | Hebing                   | 81,02        | 6.304                   | 6.672             | 82,4              | 95,4              | 4                 | –                 |
| 53.07    | Kab. Sikka         | Kab. Sikka               | 1.731,91     | 300.328                 | 321.953           | 185,9             | 93,9              | 147               | 13                |

## Demographie
Zur Volkszählung im September 2020 (indonesisch Sensus Penduduk - SP2020) lebten im Regierungsbezirk Sikka 321.953 Menschen, davon 166.026 Frauen (51,57 %) und 155.927 Männer (48,43 %). Gegenüber dem letzten Census (2010) sank der Frauenanteil um 1,05 %. Mitte 2022 waren 87,84 Prozent der Einwohner Katholiken und 1,66 % Protestanten, zum Islam bekannten sich 19,41 %. 218.050 Personen oder 66,44 % gehörten zur erwerbsfähigen Bevölkerung (15–64 Jahre); 26,12 % waren Kinder und 7,44 % im Rentenalter. Von der Gesamtbevölkerung waren 59,46 % ledig, 35,98 % verheiratet, 0,24 % geschieden und 4,31 % verwitwet. Der HDI-Index lag 2020 mit 65,11 nahe am Provinzdurchschnitt (65,19).

## Geschichte
Die Portugiesen gründeten hier einen Stützpunkt, der aber bald nur noch nominell unter ihrer Kontrolle war. De facto hatten die Sica die Kontrolle, eine portugiesisch-einheimische Mischbevölkerung, die hier ein kleines Reich aufbauten. Einige von ihnen siedelten 1851 nach Dili auf Timor über, wo sie einen wichtigen Teil der portugiesischen, kolonialen Streitkräfte bildeten.
1851 verkaufte der portugiesische Gouverneur José Joaquim Lopes de Lima ohne Autorisation aus Lissabon Sikka und andere Gebiete auf den Kleinen Sundainseln, die unter portugiesischer Oberhoheit standen, für 200.000 Florins an die Niederlande. Lissabon erkannte den Verkauf nicht an und ließ Lopes verhaften. Er starb auf der Rückfahrt nach Europa. Ab 1854 wurden die Vereinbarungen neu verhandelt. Im Vertrag von Lissabon wurde der Verkauf schließlich bestätigt. Die Ratifizierung erfolgte 1859. Gemäß dem Vertrag konnte die Bevölkerung ihren katholischen Glauben behalten. Die Niederländer übernahmen aber nie die innere Kontrolle über das Reich. Noch bis zum Ende des 19. Jahrhunderts setzten die einheimischen Rajas sogar die portugiesische Flagge. Dom Sentia da Silva, der letzte katholische Raja von Sikka gab erst mit der Unabhängigkeit Indonesiens seine politische Macht auf.

## Wirtschaft
Angebaut werden Kakao, Cashewnüsse und Kokosnüsse, zur Nahrungsmittelproduktion Reis, Mais, Maniok, Süßkartoffeln, Sojabohnen, Erdnüsse und Mungobohnen. Die, verglichen mit den anderen Gebieten der Region, relativ großen Wälder des Bezirks liefern Tamarinde und Rattan.
Touristisch interessant sind die Seeparks von Maumere und am Golf von Nagahure und der Strand von Waliti. Es mangelt aber an der nötigen Infrastruktur.

## Verkehr
Es existiert eine Flugverbindung von Denpasar auf Bali zum Wai Oti Airport von Maumere.